# Francis David Rome
Francis David Rome, britanski general, * 1905, † 1985.